# Riva
Riva a fost o formație muzicală iugoslavă (croată), câștigătoare a concursului muzical Eurovision 1989 cu cântecul Rock Me.